# Єлизавета Стюарт
Єлизавета Стюарт (англ. Elizabeth Stuart; 19 серпня 1596 — 13 лютого 1662) — англо-шотландська принцеса з роду Стюартів, королева Богемії (1619—1620). Бабуся Георга Ганноверського, який в 1714 році змінив Стюартів на британському престолі.

## Біографія
Єлизавета була старшою дочкою короля Шотландії (з 1603 року Англії) Якова VI (I) і його дружини Анни Данської. Молодший брат принцеси, Карл I, в 1625 році успадкував англійський і шотландський престоли.
У 1605 році учасники Порохової змови планували вбити короля Якова I і звести на англійський престол його дев'ятирічну доньку Єлизавету, щоб забезпечити реставрацію католицтва в Англії. Змова була розкрита, а його організатори страчені.
У 1613 році Єлизавета Стюарт вийшла заміж за курфюрста Пфальца Фрідріха V, лідера Євангелічної унії німецьких протестантських князів. Під час весільних урочистостей Вільям Шекспір представив молодятам свою нову п'єсу «Буря».
Цей шлюб заклав основу міцного союзу між Англією і протестантськими державами Німеччини, грав важливу роль в міжнародних відносинах в Європі в XVII—XVIII століттях.

## Королева Богемії
У 1619 році Фрідріх Пфальцький був обраний бунтівними чеськими станами королем Чехії, що послужило приводом до початку Тридцятилітньої війни. Єлизавета Стюарт була коронована як Королева Богемії 7 листопада 1619 року, через три дні після коронації свого чоловіка як Короля Богемії.
Правління Фрідріха в Чехії було недовгим, вже в 1620 році війська імператора розбили чеську армію в битві біля Білої гори і вигнали Фрідріха. Недовгий період правління в Чехії приніс Єлизаветі Стюарт прізвисько «Зимова королева».
Після ряду поразок від імперських військ і окупації Пфальца Фрідріх V і Єлизавета перебралися до Гааги, де колишній чеський король помер у 1632 році. Єлизавета Стюарт залишилася в Голландії, навіть після того, як в 1648 році її син Карл I Людвіг був відновлений на престолі курфюрства Пфальцького.
Після Реставрації Стюартів на англійському престолі в 1660 році Єлизавета повернулася до Лондона, де у 1662 році померла.

## Родина
Чоловік —  Фрідріх V, курфюрст Пфальцький
Діти:
- Фрідріх Генріх (1614—1629);
- Карл I Людвіг (1617—1680) — курфюрст Пфальца (від 1648);
- Єлизавета (1618—1680);
- Руперт, герцог Камберленд (1619—1682);
- Моріц (1620—1654);
- Луїза Голландіна (1622—1709);
- Людвіг (1624—1625);
- Едуард Пфальцький (1625—1663);
- Генрієтта Марія (1626—1651);
- Йоганн Філіп Фрідріх (1627—1650);
- Шарлотта (1628—1631);
- Софія (1630—1714) — одружена (1658) за Ернстом Августом, курфюрстом Ганновера;
- Густав Адольф (1632—1651).